# Chór Cantilena
Chór Cantilena – szkolny chór II Liceum Ogólnokształcącego im. Cypriana Kamila Norwida w Ostrołęce.

## Historia
Chór został założony w 1982 r. przez Henryka Gadomskiego. Początki chóru sięgają Studium Nauczycielskiego w Ostrołęce. Chór ma ponad 40-letnią tradycją. Wydał kilka płyt i nagrań. Wielokrotnie odznaczony. Od 1988 r. związany z II Liceum Ogólnokształcącym im. Cypriana Kamila Norwida w Ostrołęce.

## Nagrody i odznaczenia
1992 – Odznaka „Za zasługi dla województwa ostrołęckiego”,
1993 - Srebrny Kamerton  w Finale Centralnym Ogólnopolskiego Konkursu Chórów w Bydgoszczy.
2002 – Złota odznaka „Za zasługi dla miasta Ostrołęki”,
2007 – Kurpik 2007 – Nagroda Prezesa Związku Kurpiów w kategorii MUZYKA I TANIEC,
2012, 2014, 2016 – Złoty Kamerton w Ogólnopolskich Konkursach Chórów a Cappella Dzieci i Młodzieży,
2022 – Nagroda Patrona Szkoły – Promethidion, za osiągnięcia w dziedzinie w dziedzinie twórczości artystycznej i upowszechniania kultury i sztuki,
2022 – Nagroda Ministra Kultury i Dziedzictwa Narodowego za upowszechnianie kultury ludowej,
2022 – Medal PRO MASOVIA.

## Wydane płyty i nagrania
2007 – Chór CANTILENA – 25 lat
2007 – Kolędy Polskie
2008 – Jadą goście, jadą... Pieśni kurpiowskie
2009 – Chwila myśli
2011 – Pieśni pasyjne i wielkopostne
2013 – Hymny
2021 – 9 pieśni w stylu kurpiowskim